# Coleodactylus brachystoma
Coleodactylus brachystoma är en ödleart som beskrevs av  Ayrton Amaral 1935. Coleodactylus brachystoma ingår i släktet Coleodactylus och familjen geckoödlor. Inga underarter finns listade i Catalogue of Life.